# إيفون لي
إيفون لي (بالألمانية: Yvonne Li)‏ هي لاعبة كرة الريشة ألمانية، ولدت في 30 مايو 1998 في هامبورغ في ألمانيا.

## وصلات خارجية
- إيفون لي على موقع BWF.tournamentsoftware.com (الإنجليزية)
- إيفون لي على موقع BWFbadminton.com (الإنجليزية)
- إيفون لي على موقع اللجنة الأولمبية الدولية (الإنجليزية)
- إيفون لي على موقع أوليمبيديا (الإنجليزية)
- إيفون لي على موقع اللجنة الأولمبية الألمانية (الألمانية)